# Avalanche Studios
Avalanche Studios es una empresa sueca desarrolladora de videojuegos, con sede en Estocolmo. Fundada por Linus Blomberg y Christofer Sundberg en marzo del año 2003, Avalanche Studios se centra en el desarrollo de proyectos de mundo abierto y los basa en su propio motor de videojuegos, el Apex (anteriormente conocido como Avalanche Engine). La compañía es conocida por desarrollar la serie de videojuegos de Just Cause.
Formado después del colapso de Rock Solid Games, el estudio obtuvo un éxito temprano con el primer título de Just Cause. Posteriormente, el equipo comenzó el desarrollo de Just Cause 2, pero la compañía sufrió de problemas financieros debido a las cancelaciones de dos proyectos contratados. A pesar de perder dos veces la fecha de lanzamiento, Just Cause 2 fue un éxito crítico y financiero para Avalanche Studios. La compañía luego abrió un estudio en la ciudad de Nueva York para trabajar en Just Cause 3, mientras que el equipo de Estocolmo comenzó a trabajar en Mad Max en colaboración con Warner Bros. Interactive Entertainment. La compañía anunció tres títulos en el año 2017, el Rage 2 con id Software, Just Cause 4, y un título autopublicado llamado Generation Zero. Nordisk Film también adquirió la compañía en el mismo año.
Además de la sede sueca y la oficina de la ciudad de Nueva York, Avalanche abrió una nueva oficina en Malmö desde mayo del año 2018. En marzo del 2010 se estableció una filial de videojuegos casuales, Expansive Worlds, para trabajar en The Hunter. La compañía tiene como objetivo comenzar la autoedición de nuevas propiedades intelectuales originales en el futuro.

## Historia

### Antecedentes
Avalanche Studios fue fundada por Linus Blomberg y Christofer Sundberg en el año 2003. Antes de la creación del estudio, Sundberg había trabajado en la publicación de videojuegos y en FIFA Soccer para Electronic Arts. Ambos se unieron a Paradox Interactive, una editorial de videojuegos que había publicado videojuegos como Europa Universalis. Eventualmente, Sundberg y Blomberg se fueron y fundaron su propia compañía llamada Rock Solid Studios durante el segundo trimestre del año 2001. La compañía se asoció con Conspiracy Entertainment para desarrollar una adaptación de los videojuegos de Tremors, una serie de películas de Universal Pictures. Titulado Tremors: The Game, estaba programado para ser lanzado para computadoras personales, PlayStation 2, Xbox y Nintendo GameCube en el año 2003. Durante ese período, otro estudio de desarrollo de videojuegos con sede en Estocolmo, Starbreeze Studios, anunció que adquirirían Rock Solid. El acuerdo entre las dos compañías fue finalmente roto por Starbreeze, y la adquisición fue detenida. Además, Universal decidió cancelar Tremors: The Game, lo que llevó a Rock Solid a declararse en bancarrota. Con el fracaso y el colapso de Rock Solid, Sundberg y Blomberg quedaron desempleados y endeudados. Finalmente decidieron comenzar de nuevo en el 2003, estableciendo Avalanche Studios con otros seis empleados. Reflexionando sobre la fundación en 2015, Sundberg afirmó que el estudio nació en "caos puro", y atribuyó su fracaso con Rock Solid a confiar en "la gente equivocada".

### 2003-2010

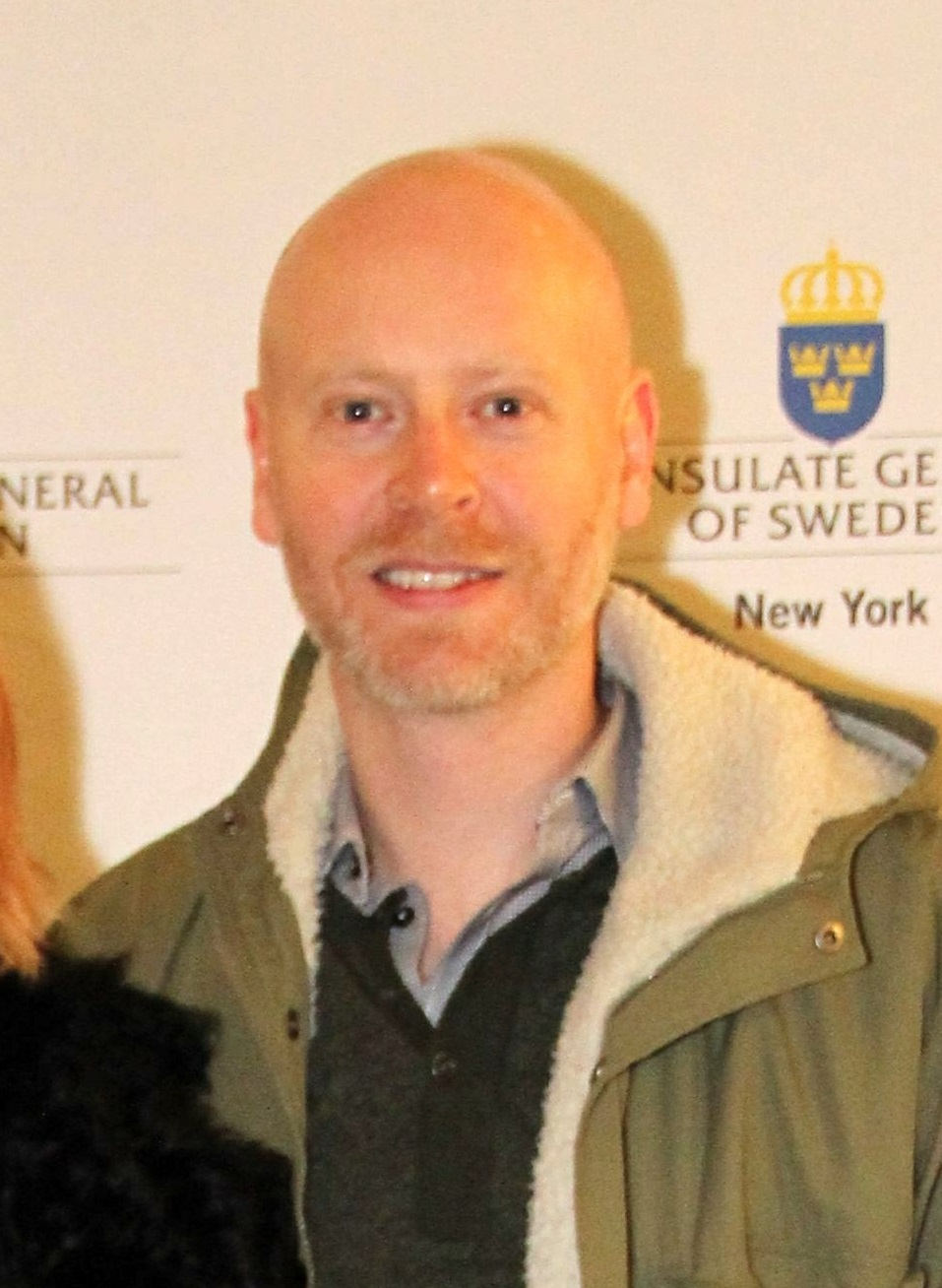
Linus Blomberg, cofundador de Avalanche Studios

Al nombrar a la compañía, Sundberg, Blomberg y los demás empleados presentaron una lista de palabras del código militar utilizadas durante la Segunda Guerra Mundial. Finalmente se decidieron por "Avalancha" como el nombre de la compañía. La compañía trabajó en un proyecto prototipo llamado Rico: Terror in the Tropics en el 2003. El proyecto, diseñado por el propio Sundberg, con el tiempo se convertiría en el primer título de Avalanche, el Just Cause. Lanzó el concepto del videojuego al editor Eidos Interactive, que fue aceptado. De acuerdo con Sundberg, él quería desarrollar un videojuego "donde pudieras saltar en paracaídas sobre el techo de un auto y continuar". El videojuego fue lanzado en 2006 para Microsoft Windows, PlayStation 2 y Xbox 360. Sundberg considera que Just Cause es el "ADN" y el "punto central del estudio", ya que fue el primer videojuego que desarrollaron.
Después de Just Cause, Avalanche comenzó a brindar asistencia técnica pera el Hunter. Originalmente desarrollado y publicado por Emote Games, la franquicia fue adquirida por Avalanche el 18 de febrero de 2010. Como TheHunter es un videojuego activado en línea, Avalanche estableció un estudio subsidiario llamado Expansive Worlds el 24 de marzo de 2010 para brindar apoyo al desarrollo continuo del Hunter. El nuevo estudio también funcionará en nuevos videojuegos en línea.
También en desarrollo durante el trabajo de Avalanche en theHunter fue AionGuard y Just Cause 2. AionGuard era un videojuego de fantasía que finalmente se suspendió. Just Cause 2 se anunció en enero de 2008. Desarrollado en Apex Engine 2.0, el motor interno de Avalanche Studios, el videojuego incluye varias características nuevas y mejoradas. Originalmente establecido para ser lanzado en el año 2008, el videojuego posteriormente perdió su ventana de lanzamiento objetivo. En 2008, el estudio sufrió varios despidos; Avalanche despidió a 77 miembros del personal después de que la compañía perdiera aproximadamente US $ 35 millones, debido a la pérdida de dos proyectos contratados. Uno de ellos se filtró más tarde como Arcadia, un videojuego que una vez fue publicado por THQ. Después del incidente, Sundberg afirmó que la compañía se mantendría como un pequeño estudio en el futuro. Just Cause 2 no fue lanzado en 2009, lo que fue considerado como lo declaró "un mal año para la mayoría de las compañías, incluidos nosotros mismos" por Sundberg. En mayo de 2009, 20 empleados más fueron despedidos. A pesar de los despidos de Avalanche, se completó el desarrollo del Just Cause 2, y el videojuego se lanzó en marzo del 2010 para Microsoft Windows, PlayStation 3 y Xbox 360.

### 2011-2018
Tras la finalización de Just Cause 2, Avalanche se agenció de un nuevo proyecto. Un nuevo título descargable, llamado Renegade Ops, se anunció el 30 de marzo de 2011. Sega se acercó al equipo para desarrollar una nueva propiedad intelectual descargable utilizando el Apex Engine. En comparación con sus títulos anteriores, los períodos de producción y desarrollo del videojuego fueron mucho más cortos. Renegade Ops fue lanzado el 14 de octubre de 2011.
El 15 de junio de 2011, Avalanche anunció que la compañía establecería una nueva división en la ciudad de Nueva York. El estudio se inauguró oficialmente el 17 de noviembre de 2011, y se reveló el primer título que desarrollará la división de Nueva York. Codenamed Project Mamba, el título fue un videojuego AAA que se lanzaría para consolas de "próxima generación" y PC en el año 2014. El nuevo estudio está ubicado en SoHo, Manhattan, y está dirigido por David Grijns, quien fue un exempleado de Activision y Atari, SA. Según Grijns, Avalanche Studios eligió la ciudad de Nueva York como su ubicación debido a la menor competencia. También intentaron cambiar el ambiente "inhóspito" de la industria del videojuego que había allí.
En 2012, Avalanche comenzó el desarrollo de Mad Max. Antes del desarrollo del videojuego, Avalanche había lanzado varios proyectos que se establecieron en un entorno post-apocalíptico para diferentes editores. Si bien los proyectos originales nunca llegaron a buen término, Warner Bros. Interactive Entertainment presentó una oportunidad a Avalanche Studios para desarrollar un videojuego dentro del universo de Mad Max. El director de cine y creador de la franquicia Mad Max, George Miller, fue consultado durante el período de preproducción del videojuego. Cory Barlog, el director del videojuego de God of War II, se unió al estudio en 2010 y se fue en el 2012. Antes de su llegada, ya había estado trabajando en un videojuego de Mad Max con Miller, lo que llevó a una relación confusa entre los dos proyectos. En agosto de 2014, Avalanche Studios anunció que estaban desarrollando varios proyectos nuevos, llamando al 2015 "el año más grande desde el inicio de Avalanche Studios hace más de una década". Además, la compañía anunció que el estudio con sede en Estocolmo se mudaría a un edificio más grande para una mayor expansión en el tercer trimestre del 2015. Mad Max fue originalmente anunciado para 2014, pero se retrasó hasta septiembre de 2015.
Mientras Mad Max estaba siendo desarrollado por el estudio de Avalanche en Estocolmo, la división de Nueva York estaba trabajando en el célebre Just Cause 3. El desarrollo de Just Cause 3 también comenzó a principios de 2012. Mientras que los anteriores videojuegos de Just Cause fueron desarrollados por el estudio sueco, el desarrollo de Just Cause 3 fue transferido al estudio de Nueva York para darle un nuevo comienzo al título. El videojuego fue el primer título publicado por Square Enix después de su adquisición de Eidos Interactive. Avalanche Studios envió un equipo para visitar una jungla en Costa Rica para inspeccionar los paisajes y entornos locales para ayudarlos a crear los mundos del videojuego tanto para Mad Max como para Just Cause 3.
Además de Mad Max y Just Cause 3, "una expansión independiente de The Hunter con dinosaurios, titulada The Hunter: Primal, fue lanzada en un acceso anticipado de Steam el 15 de diciembre de 2014. El videojuego completo se lanzó el 31 de marzo de 2015. La compañía también lanzó su primer título para móviles llamado Rumble City. Es un videojuego de estrategia por turnos y fue lanzado el 7 de julio de 2015.
En octubre del año 2015, la compañía anunció que tanto la oficina de Nueva York como la oficina de Estocolmo sufrieron despidos menores ya que el estudio estaba experimentando una transición importante entre los proyectos y que no pudo mantener varios equipos grandes durante este período. En junio del 2016, la oficina de Suecia anunció que habían contratado a Cameron Foote, el diseñador principal del modo multijugador de Just Cause 2, para trabajar en los "proyectos presentes y futuros" de Avalanche.

### 2018-presente
En mayo de 2018, Avalance Studios anunció que habían establecido un segundo estudio satélite en Malmö, Suecia.
Avalanche fue anunciado en mayo de 2018 como co-desarrollador de Rage 2 junto con id Software. En una entrevista en video con Game Informer, Sundberg reveló que la compañía se centrará en desarrollar nueva propiedad intelectual original en el futuro y, a pesar de continuar trabajando con otras editoriales más grandes, el enfoque de la compañía se desplazará a la autoedición.
El 30 de mayo del año 2018, Nordisk Film anunció que había adquirido la Totalidad de Avalanche Studios por € 117 millones. En junio del 2018, Avalanche anunció un videojuego de disparos en primera persona, titulado Generation Zero, con fecha de vencimiento en el 2019. El 10 de junio del 2018, Just Cause 4 se anunció en el Xbox Briefing en la E3 2018, programado para el 4 de diciembre del 2018. El 25 de junio de 2018, Avalanche anunció que tenía 6 proyectos actualmente en desarrollo.

## Filosofía
A partir de los inicios de Avalanche Studios, el enfoque principal de la compañía es crear videojuegos de mundo abierto, citando a Elite como su inspiración. Según Blomberg, el estudio siempre ha estado interesado en crear videojuegos de mundo abierto, y apuntaban a ser "los mejores" en su desarrollo. La compañía busca ser flexible a los cambios del mercado e intenta no limitarse a un solo modelo de negocios. Avalanche también se enfoca en desarrollar videojuegos con una larga duración de juego y un alto valor de repetición. Sundberg considera que Avalanche Studios es una compañía independiente, y a menudo conserva los derechos sobre su propiedad intelectual. Sundberg también afirmó que los desarrolladores de videojuegos no deberían poner demasiado peso en los ingresos; como resultado, la compañía rara vez desarrolla modos multijugador "forzados", ya que creen que ese enfoque "no tiene absolutamente ningún sentido" y no agrega ningún valor al videojuego. Al buscar proyectos futuros, el estudio elige proyectos que les apasionan y permiten la libertad creativa. Solo hacen videojuegos que "les encanta jugar" o videojuegos que "pueden hacer sonreír a las personas".
Sundberg describió a la compañía como "impulsada por la familia". Sundberg y Blomberg no tienen sus propias oficinas en el estudio, ya que quieren mantener una relación cercana con los miembros de su personal. Los dos también buscan estar estrechamente involucrados con todos sus proyectos en curso.

## Videojuegos

### Videojuegos desarrollados
| Año  | Título                      | Plataforma(s) | Plataforma(s) | Plataforma(s) | Plataforma(s) | Plataforma(s) | Plataforma(s) | Plataforma(s) | Plataforma(s) | Plataforma(s) | Plataforma(s) | Plataforma(s) | Distribuidora(s) |                                        |
| Año  | Título                      | PS2           | PS3           | PS4           | Lin           | Mac           | Win           | XBOX          | X360          | XONE          | S\|XSX        | iOS           | Distribuidora(s) | AND                                    |
| ---- | --------------------------- | ------------- | ------------- | ------------- | ------------- | ------------- | ------------- | ------------- | ------------- | ------------- | ------------- | ------------- | ---------------- | -------------------------------------- |
| 2006 | Just Cause                  | Sí            | No            | No            | No            | No            | Sí            | Sí            | Sí            | No            | No            | No            | No               | Eidos Interactive                      |
| 2009 | theHunter                   | No            | No            | No            | No            | No            | Sí            | No            | No            | No            | No            | No            | No               | Emote Games                            |
| 2010 | Just Cause 2                | No            | Sí            | No            | No            | No            | Sí            | No            | Sí            | No            | No            | No            | No               | Eidos Interactive                      |
| 2011 | Renegade Ops                | No            | Sí            | No            | No            | No            | Sí            | No            | Sí            | No            | No            | No            | Sega             |                                        |
| 2015 | theHunter: Primal           | No            | No            | No            | No            | No            | Sí            | No            | No            | No            | No            | No            | No               | Expansive Worlds, Avalanche Studios    |
| 2015 | Rumble City                 | No            | No            | No            | No            | No            | No            | No            | No            | No            | No            | Sí            | Sí               | Avalanche Studios                      |
| 2015 | Mad Max                     | No            | No            | Sí            | Sí            | Sí            | Sí            | No            | No            | Sí            | No            | No            | No               | Warner Bros. Interactive Entertainment |
| 2015 | Just Cause 3                | No            | No            | Sí            | No            | No            | Sí            | No            | No            | Sí            | No            | No            | No               | Square Enix                            |
| 2017 | theHunter: Call of the Wild | No            | No            | Sí            | No            | No            | Sí            | No            | No            | Sí            | No            | No            | No               | Avalanche Studios                      |
| 2018 | Just Cause 4                | No            | No            | Sí            | No            | No            | Sí            | No            | No            | Sí            | No            | No            | No               | Square Enix                            |
| 2019 | Rage 2                      | No            | No            | Sí            | No            | No            | Sí            | No            | No            | Sí            | No            | No            | No               | Bethesda Softworks                     |
| 2019 | Generation Zero             | No            | No            | Sí            | No            | No            | Sí            | No            | No            | Sí            | No            | No            | No               | Avalanche Software                     |
| 2023 | Shot Wars                   | No            | No            | No            | No            | No            | Sí            | No            | No            | No            | Sí            | No            | No               | Devolver Digital                       |
| 2023 | Contraband                  | No            | No            | No            | No            | No            | Sí            | No            | No            | No            | Sí            | No            | No               | Xbox Game Studios                      |

### Serie Just Cause
Just Cause es una serie de videojuegos de acción y aventura de mundo abierto protagonizada por Rico Rodríguez como principal protagonista, un operativo de "La Agencia", una organización militar en Just Cause y Just Cause 2. La serie es conocida por permitir a los jugadores crear caos y proporcionar a los jugadores la libertad de explorar el mundo del videojuego. La mecánica de videojuego gira en torno al tiroteo y el uso del gancho de agarre y el paracaídas. Mientras que la Just Cause original no fue particularmente bien recibida por la crítica, su secuela, Just Cause 2, recibió la aclamación de la crítica. La versión para PC del videojuego recibió una puntuación de 84 de 100 de Metacritic, una página de reseñas. Algunos críticos también consideraron el videojuego como "uno de los juegos de disparos sandbox más divertidos jamás creados". Tras su lanzamiento, Just Cause 2 demostró ser más popular que sus predecesores; más de 2 millones de jugadores jugaron la demo del videojuego, y más de 6 millones de jugadores compraron el videojuego final. A medida que el videojuego no se suministró con alguna de las funciones multijugador, un mod de PC multijugador, que puede acomodar más de un millar de jugadores en un solo mapa, fue creado por un modificador. Avalanche Studios apoyó el mod, e hizo el mod oficial el 16 de diciembre de 2013, y lanzó el mod en Steam como un contenido descargable gratuito para los jugadores que habían comprado el videojuego. Just Cause 3, el último título de la serie, fue lanzado para Microsoft Windows, PlayStation 4 y Xbox One el 1 de diciembre de 2015. Sundberg consideró la colaboración con Square Enix como "una asociación a largo plazo". Durante la E3 2015 de la conferencia de prensa de Square Enix, el CEO de Square Enix en America, Phil Rogers, declaró que consideraba a Just Cause una franquicia importante que puede estar "al lado" de otras icónicas franquicias de Square Enix.

### Mad Max
Mad Max fue el primer título AAA desarrollado por Avalanche Studios fuera de la serie Just Cause. También fue el primer videojuego autorizado de la compañía. El videojuego sigue sl personaje principal de la serie mientras se aventura en un páramo para buscar su coche perdido, el Interceptor. El título inicialmente estaba programado para una revelación en el año 2012, pero luego se anunció en la Electronic Entertainment Expo 2013. Originalmente programado para ser lanzado para Microsoft Windows, PlayStation 3, PlayStation 4, Xbox 360 y Xbox One, las versiones de PlayStation 3 y Xbox 360 del videojuego se cancelaron debido a restricciones de hardware. También se anunció su portabilidad a Linux.

### Otros proyectos
El equipo también trabajó en theHunter, un videojuego caza libre. El videojuego fue un éxito comercial para Avalanche, con Sundberg afirmando que el título "contribuye [bastante] al éxito financiero [de Avalanche]". Avalanche consideró que TheHunter era un experimento para ver si el modelo de negocio gratuito se adaptaba a la empresa o no. Renegade Ops fue otro título original de Avalanche. Es un videojuego de disparos lineal inspirado en Jackal del año 1986, Desert Strike: Return to the Gulf y Cannon Fodder de 1993. El equipo pretendía "recrear clásicos "Renegade Ops, similar al Shadow Complex de 2010. [26] El videojuego recibió críticas generalmente positivas después del lanzamiento. El primer videojuego móvil de Avalanche Studios, titulado Rumble City, es un videojuego de mesa, de tipo estrategia que se inspira en la cultura ciclista estadounidense de los años sesenta. Fue lanzado en julio del año 2015 para dispositivos iOS y Android. Avalanche Studios se estableció para colaborar con Square Enix en el desarrollo del segmento de dirigibles de Final Fantasy XV. Sin embargo, luego se reveló que la compañía solo les proporcionó información, en lugar de trabajar directamente con ellos.
El estudio también trabajó en varios proyectos cancelados. En 2009, anunció avalanche, el AionGuard, un videojuego al estilo de God of War y su mundo abierto, es un videojuego de fantasía que cuenta con eventos en la Primera Guerra Mundial, sus combatientes, samuráis y caballeros para la PlayStation 3 y Xbox 360. Las influencias para el videojuego fueron extraídas de Star Wars y las obras de Frank Herbert y Michael Moorcock. Sin embargo, el proyecto finalmente se suspendió indefinidamente en el año 2010. En 2012, la compañía anunció un cómic que no era de Superman. Videojuego, que finalmente se canceló en el año 2014. El estudio casi colabora con LucasArts para desarrollar un videojuego de mundo abierto basado en el universo de la Guerra de las Galaxias. También se informó que se estaba desarrollando un videojuego relacionado con el steampunk, pero luego se suspendió.
El 14 de mayo de 2018 Bethesda anunció que Avalanche (junto con id Software) como desarrolladores del videojuego Rage 2, para su lanzamiento en PC con Windows, Xbox One y PlayStation 4.